# Titularbistum Heraclea
Das Bistum Heraclea (italienisch diocesi di Eraclea, lateinisch Dioecesis Heracleensis) ist ein Titularbistum der römisch-katholischen Kirche. 
Es geht zurück auf einen mittelalterlichen Bischofssitz in der Stadt Heracleia, die sich in der italienischen Region Venetien befand, und deren Namen die heutige Stadt Eraclea vereinnahmte. Das Bistum gehörte der Kirchenprovinz Aquileia an.
| Titularbischöfe von Heraclea |                                                |                                           |                    |                   |
| Nr.                          | Name                                           | Amt                                       | von                | bis               |
| 1                            | Mario De Santis                                | Weihbischof in Troia und Bovino (Italien) | 8. April 1967      | 14. Dezember 1974 |
| 2                            | Emilio Lorenzo Stehle                          | Weihbischof in Quito (Ecuador)            | 16. Juli 1983      | 5. Januar 1987    |
| 3                            | Józef Kowalczyk Titularerzbischof pro hac vice | Apostolischer Nuntius                     | 26. August 1989    | 8. Mai 2010       |
| 4                            | Enrico dal Covolo SDB                          | Kurienbischof                             | 15. September 2010 |                   |